# Banco Best
O Banco Best (Best Bank) é uma instituição financeira privada, fundada em 2001 e registada no Banco de Portugal e na CMVM.
Com sede em Lisboa, o Banco Best desenvolve a sua atividade financeira nas áreas de Banking, Asset Management e Trading, disponibilizando o seu serviço numa perspetiva multicanal. 
Focado no digital, o Banco Best oferece uma ampla gama de produtos e serviços para o dia-a-dia, como contas, cartões de crédito e débito, crédito e seguros, bem como uma variedade de produtos de investimento, incluindo fundos, ETFs, ações, e produtos de reforma. 
O produto mais popular do Banco Best é a Conta Digital. A Conta Digital é uma conta à ordem sem custos de manutenção, com IBAN português, que inclui transferências gratuitas, MB WAY gratuito e acesso a todos os produtos de poupança do banco, como os depósitos a prazo.
Para além do seu foco no online, o banco digital conta também com 5 Centros de Investimento ( Braga, Porto, Leiria, Lisboa e Faro) e 5 Offices (Boavista Foco, Monção, Porto - Foz, Santarém, Tâmega e Sousa ). 

## História
O banco foi fundado em junho de 2001 com uma estrutura acionista composta pelo extinto Banco Espírito Santo (BES) 75% e Saxo Bank 25%. Em 2015, com a saída do Saxo Bank, o banco passou a ser integramente detido pelo Novo Banco (100%).
Em março de 2023, o novobanco desencadeou o projeto de venda do Banco Best, ao qual chamou de "Project Bravo". No entanto, dois meses depois de o processo de venda ter sido desencadeado, o novobanco desistiu da venda do Banco Best devido ao reposicionamento estratégico do grupo no digital.

## Resultados
O Banco Best fechou o exercício de 2021 com resultados líquidos positivos de 3,3 milhões de euros. Em 2022, apesar de um aumento da receita, o banco teve uma diminuição dos resultados líquidos para 1,7 milhões de euros